# Кіберпростір (трилогія)
Трилогія «Кіберпростір» (англ. Sprawl trilogy) (також відома як "Нейромант", "Кіберпростір" або "Матриця") — перша збірка романів Вільяма Ґібсона, до складу якої входять такі романи автора: «Нейромант» (1984), «Занулення» (1986) та «Мона Ліза стрімголов» (1988). 
Усі романи відбуваються в одному вигаданому всесвіті майбутнього і тонко пов'язані між собою спільними персонажами та темами (які не завжди легко помітити). 
Трилогія «Кіберпростір» також має спільний сюжет з оповіданнями Ґібсона «Джонні Мнемонік» (1981), «Спалити хром» (1982) та «Готель "Нова Троянда"» (1984), а події та персонажі з цих оповідань з'являються в трилогії або згадуються в окремих моментах. 

## Місце дії та сюжетна лінія
Дія романів відбувається у світі недалекого майбутнього, в якому світом керують транснаціональні корпорації та дзайбацу, а також панує всюдисуща комп'ютеризація, після короткої Третьої світової війни (основними учасниками були США і СРСР), в якій, крім традиційної зброї, стали широко застосовуватися кібернетичні атаки, проте її наслідки не такі очевидні - світ швидко оговтався від війни. 
Події романів розтягнуті на 16 років, і хоча в них з'являються знайомі персонажі, кожен роман розповідає окрему історію. Ґібсон зосереджується на впливі технологій: непередбачуваних наслідках нових технологій, коли вони виходять з дослідницьких лабораторій на вулицю, де знаходять нове застосування. Він досліджує світ прямого зв'язку між розумом і машиною ("jacking in"), зародження штучного інтелекту та глобального інформаційного простору, який він називає "кіберпростором". 
Частина подій романів відбувається в "Бостон-Атлантійській міській осі" - міському середовищі, що простягається вздовж більшої частини східного узбережжя США (як вигадана екстраполяція реального північно-східного мегаполісу). 
Сюжетна лінія, що охоплює трилогію, розповідає про широкий спектр персонажів у постійній, безперервній оповіді, головною спільною рисою якої є сам "Кіберпростір". Вона зосереджується на самодостатніх історіях кожного персонажа і підкреслює їхні наративні зв'язки за допомогою натяків, посилань та образів.

## Сприйняття
Трилогія була комерційно успішною та позитивно сприйнята критиками. Журналіст Стівен Пул писав у «Ґардіан», що «Нейромант» і два наступні продовження романа склали плідну святу трійцю, щось на кшталт Хромового Корану (назва одного з майбутніх рок-гуртів Ґібсона) ідей, що спонукають до нескінченних творчих переосмислень.
Усі три книги були номіновані, зокрема, на престижні премії в галузі наукової фантастики:
- «Нейромант» - лауреат премій «Неб'юла» (1984), імені Філіпа К. Діка (1984); номінант Британської премії наукової фантастики (1984); лауреат премії «Г'юго» (1985).
- «Занулення» - номінант премій «Неб'юла» та Британської премії наукової фантастики, 1986; номінант премії «Г'юго» та «Локус», 1987.
- «Мона Ліза стрімголов» - номінант на премії «Г'юґо», «Неб'юла» та «Локус», 1989.

## Переклади українською
- Вільям Ґібсон. «Нейромант» (трилогія «Кіберпростір», книга І). — Переклад з англ. Ольги Любарської; редактор — Олександр Стукало; науковий редактор — Володимир Анохін; автор передмови — Богдан Стасюк. — К.: «Видавництво». 2017. 350 стор. ISBN 978-966-97574-3-2
- Вільям Ґібсон. «Занулення» (трилогія «Кіберпростір», книга ІІ). — Переклад з англ. Ольги Любарської, Олександра Стукало; редактор — Олександр Стукало; науковий редактор — Володимир Анохін. — К.: «Видавництво». 2021. 288 стор.  ISBN 978-617-7818-22-8
- Вільям Ґібсон. «Мона Ліза стрімголов» (трилогія «Кіберпростір», книга ІІІ). — Переклад з англ. Ната Гриценко; редактор — Анатолій Пітик, Катерина Пітик. —                                    К.: «Видавництво». 2021. 320 стор. ISBN 978-617-7818-35-8